# Tyson Gay
Tyson Gay (n. 9 august 1982, Kentucky, SUA) este un sprinter din Statele Unite ale Americii.

## Biografie
Probele în care concurează frecvent sunt 100 m plat și 200 m plat. Recordurile personale ale sale sunt 9,69 s (record național în SUA) în proba de 100 m și 19,58 s în proba de 200 m. La Campionatul Mondial din 2007 a câștigat trei titluri, la 100 m, 200 m și 4x100 m. În 2013 a fost suspendat pentru dopaj, după ce a fost depistat pozitiv.

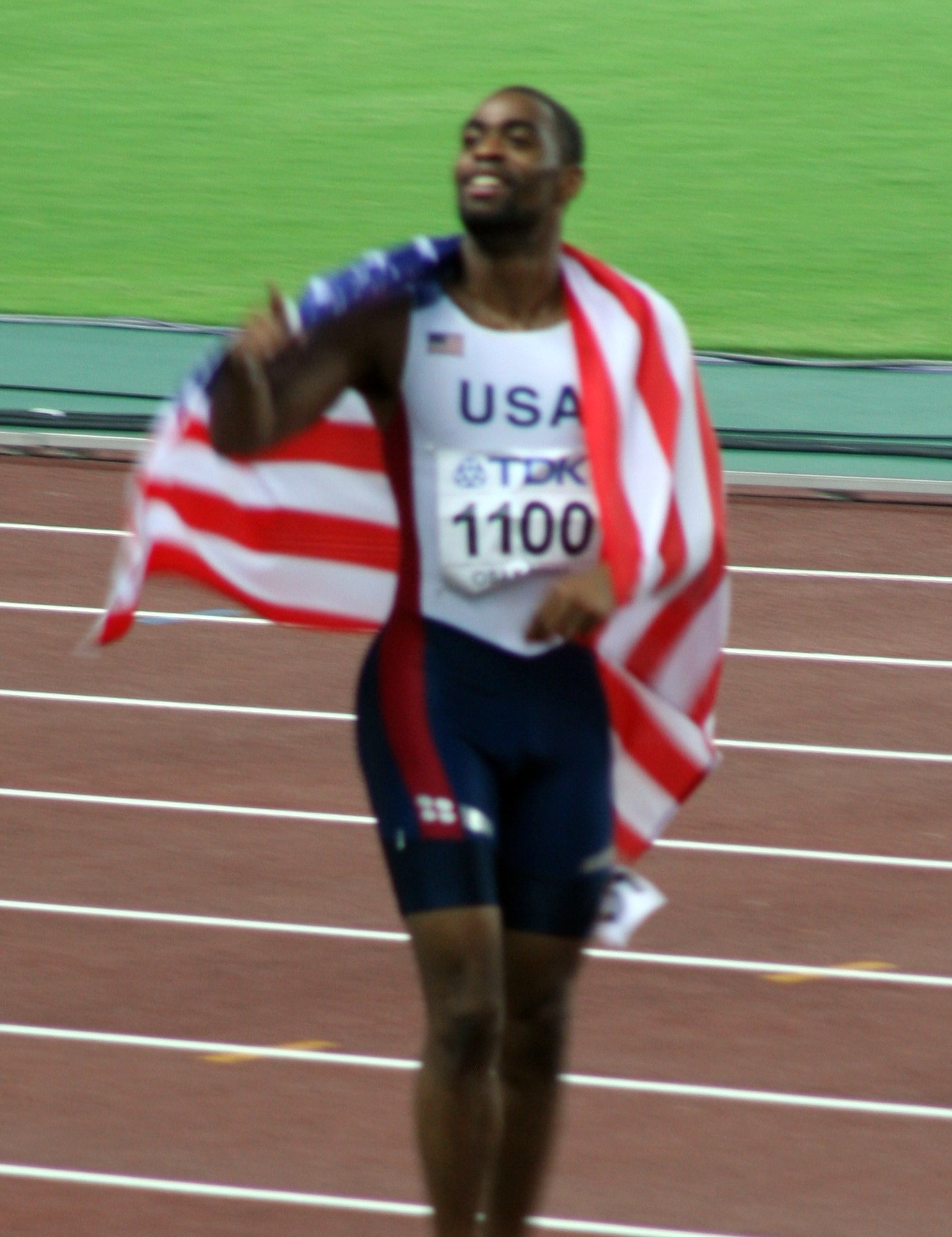
La CM din 2007
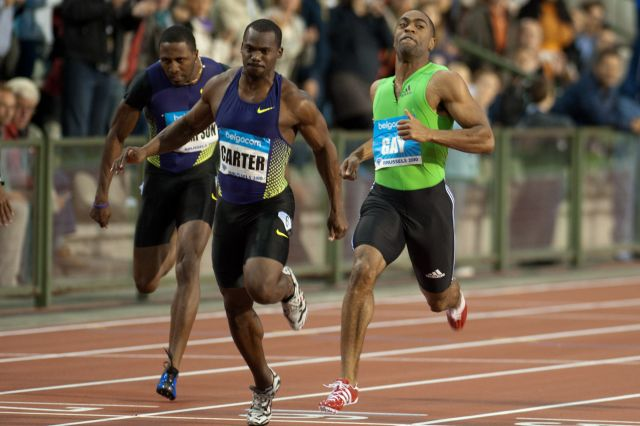
În 2010

## Realizări
| An                | Competiție             | Locație                  | Loc     | Eveniment | Note  |
| ----------------- | ---------------------- | ------------------------ | ------- | --------- | ----- |
| 2005              | Campionatul Mondial    | Helsinki, Finlanda       | 4       | 200 m     | 20,34 |
| 2005              | Campionatul Mondial    | Helsinki, Finlanda       | –       | 4×100 m   | NT    |
| 2007              | Campionatul Mondial    | Osaka, Japonia           | 1       | 100 m     | 9,85  |
| 2007              | Campionatul Mondial    | Osaka, Japonia           | 1       | 200 m     | 19,76 |
| 2007              | Campionatul Mondial    | Osaka, Japonia           | 1       | 4×100 m   | 37,78 |
| 2008              | Jocurile Olimpice      | Beijing, China           | 9       | 100 m     | 10,05 |
| 2008              | Jocurile Olimpice      | Beijing, China           | –       | 4×100 m   | NT    |
| 2009              | Campionatul Mondial    | Berlin, Germania         | 2       | 100 m     | 9,71  |
| 2009              | Campionatul Mondial    | Berlin, Germania         | –       | 200 m     | NS    |
| 2012              |                        |                          |         |           |       |
| Jocurile Olimpice | London, Marea Britanie | –                        | 100 m   | DS        |       |
| Jocurile Olimpice | London, Marea Britanie | –                        | 4×100 m | DS        |       |
| 2015              | Ștafetele Mondiale     | Nassau, Bahamas          | 1       | 4×100 m   | 37,38 |
| 2015              | Campionatul Mondial    | Beijing, China           | 6       | 100 m     | 10,00 |
| 2015              | Campionatul Mondial    | Beijing, China           | –       | 4×100 m   | DS    |
| 2016              | Jocurile Olimpice      | Rio de Janeiro, Brazilia | –       | 4×100 m   | DS    |

## Recorduri personale
| Probă        | Performanță | Dată               | Locație      |
| ------------ | ----------- | ------------------ | ------------ |
| 100 m        | 9,69 s RN   | 20 septembrie 2009 | Shanghai     |
| 200 m        | 19,58 s     | 30 mai 2009        | New York     |
| 60 m în sală | 6,55 s      | 7 martie 2015      | Fayetteville |

## Legături externe
Materiale media legate de Tyson Gay la Wikimedia Commons
- en  Site web oficial
- en Tyson Gay la World Athletics
- en Tyson Gay la Olympedia.org